# Uniwersytet im. Kim Ir Sena
Uniwersytet im. Kim Ir Sena (kor. 김일성종합대학) – największa i najbardziej prestiżowa publiczna uczelnia Koreańskiej Republiki Ludowo-Demokratycznej, znajdująca się w stolicy tego kraju, Pjongjangu.

## Historia
Uniwersytet powstał na mocy podjętej w lipcu 1946 roku decyzji numer 40 Ludowego Zgromadzenia KRLD (kor. 인민위원회), ówczesnego parlamentu Korei Północnej.
Uniwersytet został odznaczony Orderem Kim Ir Sena – najwyższym odznaczeniem Koreańskiej Republiki Ludowo-Demokratycznej.

## Wydziały i kierunki studiów
Uniwersytet im. Kim Ir Sena oferuje kształcenie na 60 kierunkach, prowadzonych w ramach 2 wydziałów, podzielonych na łącznie 14 instytutów.
Wydziały
- Nauk Społecznych (studia 5-letnie)
  - Instytut Ekonomii (kierunki: ekonomia polityczna, zarządzanie gospodarką, finanse, międzynarodowe stosunki gospodarcze)
  - Instytut Historii (historia działalności rewolucyjnej Kim Ir Sena, historia działalności rewolucyjnej Kim Dzong Ila, historia powszechna, historia Korei, archeologia, etnologia, religioznawstwo)
  - Instytut Filozofii (filozofia kimirsenowska, filozofia Dżucze, historia filozofii Dżucze, historia filozofii)
  - Instytut Prawa (prawo, stosunki międzynarodowe, prawo międzynarodowe)
  - Instytut Literatury (literatura Korei, klasyczna literatura koreańska, językoznawstwo koreanistyczne, twórczość literacka, dziennikarstwo, bibliotekoznawstwo)
  - Instytut Języków Obcych (anglistyka, rusycystyka, sinologia, germanistyka, romanistyka, polonistyka)
- Technologiczno-Przyrodniczy (studia 6-letnie)
  - Instytut Technologii Informatycznych
  - Instytut Matematyki (matematyka, matematyka stosowana, informatyka, mechanika, budowa maszyn)
  - Instytut Fizyki (fizyka, fizyka ciała stałego, elektronika)
  - Instytut Fizyki Jądrowej (fizyka jądrowa, fizyka plazmy, fizyka radiacyjna)
  - Instytut Chemii (chemia, chemia analityczna, chemia fizyczna)
  - Instytut Biologii (biologia, botanika, gleboznawstwo, biologia eksperymentalna, biotechnologia, antropologia)
  - Instytut Geografii (geografia, geodezja, meteorologia, oceanografia)
  - Instytut Geologii (geologia, nauka o Ziemi, geofizyka, hydrogeologia)